# Логические исследования
«Логические исследования» (нем. Logische Untersuchungen, 1900, 1901) — философское сочинение Э. Гуссерля. Хотя в «Логических исследованиях» ещё не развёрнуты все характерные для феноменологии темы, это — исходная для феноменологического движения работа, о которой сам Гуссерль сказал позднее, что она стала для него «произведением прорыва».
Первый том «Логических исследований» («Пролегомены к чистой логике») был опубликован в 1900 году, второй («Исследования по феноменологии и теории познания») — в 1901 году.
Первый том «Логических исследований» — цельная и относительно небольшая работа, посвящённая критике психологизма, то есть сведения содержаний сознания к психическим фактам и, соответственно, логики — к психологии. «…По своему основному содержанию — это просто разработка двух друг друга дополняющих курсов лекций летнего и осеннего семестров 1896 г. в Галле. С этим связана и большая живость в изложении, которая способствовала их влиянию».
Второй том значительно превосходит первый по объёму и уступает ему в живости изложения, однако именно здесь закладываются основы феноменологии; книга состоит из 6 отдельных, мало связанных между собой исследований, посвящённых описанию содержаний и структур сознания, освобождённых от власти психологии и рассматриваемых как чистые сущности. При подготовке второго, переработанного издания VI Исследование разрослось так сильно, что Гуссерль вынес его в отдельную книгу. Первая часть переработанного второго тома вышла в 1913, вторая — в 1921 году.

## Логические исследования. Том I
Первый том «Логических исследований» посвящён одному вопросу — обоснованию логики как самостоятельной, несводимой к психологии науки с собственным предметом, совершенно отличным от предмета психологии. В основе построений Гуссерля лежит постулат о существовании идеальных сущностей (значений), доступных узрению в непосредственном созерцании (идеации). Если психология занимается фактами психической жизни, то предметом логики являются эти идеальные, вневременные значения, сфера идеального. Задача же чистой логики — исследование первичных понятий, лежащих в основе всякого теоретического познания, и построение науки о форме теоретического познания.

### Логика
Основой всякого знания является непосредственно очевидное. Для получения не очевидных непосредственно истин необходимо обоснование. Наука и есть познание из оснований, то есть познание необходимых (соответствующих закону) истин. Нормой обоснования и построения системы обоснований в науках является логика.

### Чистая логика
Итак, логика — нормативная наука, предписывающая законы всякой науке (в том числе и самой себе). В основе всякой нормативной науки должна быть теория. Соответственно, в основе нормативной логики лежит не только психология, но прежде всего чистая логика — совокупность определённых «теоретических истин». Её законы «обязательны для каждого возможного сознания вообще», способного к рассуждению (не только для человеческого).

### Задачи чистой логики
Чистая логика исследует вопрос о том, как возможна и что представляет собой теория (научное познание) вообще. Задачи чистой логики:
1. Прояснение первичных понятий, делающих возможным объективное (прежде всего теоретическое) познание. Эти понятия: а) категории значения (истина, понятие, утверждение; субъект, предикат, основание и следствие, конъюнкция, дизъюнкция, условная связь, умозаключение и т. д.); б) чистые (формальные) предметные категории (нечто, предмет, свойство, отношение, единство, множество, совокупность, соединение, количество, порядок, порядковое числительное, целое, часть, величина и т. д.), которые «группируются вокруг пустой идеи нечто, или предмета вообще». Логика — наука о форме научного мышления и науки, содержание же науки — теории, и «если любое теоретическое единство есть, по своей сущности, единство значений и если логика есть наука о теоретическом единстве вообще, то очевидно, что логика должна быть наукой о значениях как таковых, об их существенных видах и различиях, так же как о непосредственно коренящихся в них (следовательно, идеальных) законах».
Принципиальное значение имеет то, что рассматриваемые первичные понятия берутся как идеальные значения (значения как таковые, как идеальные сущности), а не как конкретные психические акты придания значения.
См. также: Материальные и формальные сущности
2. Отыскание «законов и теорий, коренящихся в этих категориях», «сообразно которым должно протекать каждое теоретическое исследование» (и образующих соответствующие теории, такие как теория умозаключений (силлогистика), теория множеств, теория совокупностей и т. д.).
Связывая идеальные первичные понятия, законы логики и сами идеальны: «Чисто логические законы представляют собой истины, вытекающие из самого понятия истины и родственных ему по существу понятий» [§ 50]. В отличие от естественных законов они: а) абсолютно точны, б) априорны, в) не имеют психического содержания. Это не законы о фактах психической жизни, не высказываются о ней и, соответственно, не заключают её в себе. Это не реальные, естественные, причинные законы, регулирующие психический процесс протекания мышления. В отличие от законов физики, они не имеют фактической, индуктивной основы.

«…Я понимаю под чисто логическими законами все те идеальные законы, которые коренятся исключительно в смысле (в „сущности“, „содержании“) понятий истины, положения, предмета, свойства, отношения, связи, закона, факта и т. д. Выражаясь в более общей форме, они коренятся в смысле тех понятий, которые являются вечным достоянием всякой науки, ибо они представляют собой категории того строительного материала, из которого создается наука, как таковая, согласно своему понятию. Эти законы не должно нарушать ни одно теоретическое утверждение, обоснование или теорию; не только потому, что такая теория была бы ложна— ибо ложной она могла быть и при противоречии любой истине — но и потому, что она была бы бессмысленна» (§ 37).

3. Построение «науки о теории вообще» и видах теорий.

### Скептицизм
Отрицание возможности теоретического познания Гуссерль называет скептицизмом. Скептицизм может касаться объективных или субъективных условий возможности познания, отрицая соответственно или а) логические (основательность понятий истины, теории, закона, — иначе говоря, само их существование) или б) ноэтические (возможность очевидности, усмотрения истины субъектом) условия познания, существования теории как таковой.
Гуссерль отвергает скептицизм, отмечая его внутреннюю противоречивость: скептицизм отрицает возможность теории, сам при этом являясь теорией.
Эмпиризм, согласно Гуссерлю, — род скептицизма. Гуссерль отвергает эмпиризм, замечая, что невозможно вывести всё из опыта — необходимы принципы этого выведения, обосновывающие его, а их в опыте нет..
Релятивизм Гуссерль также называет родом скептицизма. Релятивизм утверждает, что истинность чего-либо специфична для человека (для одного человека либо для человека как такового): «для каждого вида судящих существ истинно то, что должно быть истинно сообразно их организации, согласно законам их мышления»). Это, говорит Гуссерль, — недопустимое выведение логических принципов из фактов, идеального из реального.
Психологизм, по Гуссерлю, — род релятивизма.

### Очевидность
Исследуя природу очевидности, Гуссерль приходит к выводу, что хотя сами истины идеальны, очевидность усмотрения истины — психическое явление; это переживание правильности суждения, согласия его с истиной. Очевидность — переживание истины, как адекватное восприятие — переживание бытия.
См. также: Принцип очевидности (беспредпосылочности)

## Логические исследования. Том II

### Том II. Часть 1
Во втором томе «Логических исследований» появляются и выступают на первый план такие фундаментальные для Гуссерля понятия, как «идеация» и «интенциональность». Появляется понятие «феноменология» и намечается (более явным образом — во 2-м, переработанном издании 1913 г.) учение о феноменолого-психологической и эйдетической редукциях (хотя эти термины ещё не используется), подробно разработанное позднее (см. «Идеи I» и особенно статью Гуссерля «Феноменология» для Британской энциклопедии).
Сфера чистой феноменологии задаётся, во-первых, отвлечением от наивной погружённости в предмет и сосредоточением на самом психическом акте (переживании сознания), в котором он дан (будущая феноменолого-психологическая редукция), и, во-вторых, обращением к априорному — к переживаниям сознания не как к фактам, а как к сущностям (будущая эйдетическая редукция). «…Именно эта сфера должна быть подробно исследована для целей теоретико-познавательной подготовки и прояснения чистой логики; в ней будут продвигаться в дальнейшем наши исследования». Так во втором томе «Логических исследований» появляется феноменология — пока как инструмент для построения чистой логики как первоосновы всякого теоретического познания; в последующих произведениях Гуссерля эта цель будет отброшена и приоритет будет отдан разработке самой феноменологии.

#### Исследования I и II: Теория знака
Исследования I и II посвящены разработке теории знака.

#### Исследования III и IV: Самостоятельные и несамостоятельные объекты
Исследования III и IV посвящены проблеме самостоятельных и несамостоятельных объектов. Исследование III рассматривает самостоятельные и несамостоятельные предметы (содержания сознания) вообще; Исследование IV сосредоточивается на сфере языка и, соответственно, самостоятельных и несамостоятельных значениях.

#### Исследование V
Исследование V посвящено анализу состава сознания, и в особенности интенциональным переживаниям.
Гуссерль начинает с рассмотрения трёх возможных пониманий «сознания»:
1. Сознание как совокупность реальных переживаний (содержаний сознания), то есть реальный «состав эмпирического Я» (который позже Гуссерль назовёт ноэзисом).
2. Сознание как внутреннее восприятие сознания в первом значении, то есть своих переживаний (содержаний сознания). Не доказано, что не может быть переживаний, внутренне не воспринимаемых.
3. Сознание как интенциональные переживания.

Далее Гуссерль рассматривает понятие интенциональности и интенциональную природу сознания, подробно разбирает структуру интенционального акта. Последний оказывается состоящим из 1) реального и 2) интенционального содержания. В интенциональном содержании акта, в свою очередь, выделяются: а) интенциональная материя, б) интенциональное качество (вместе с материей сосставляющее интенциональную сущность) и в) интенциональный предмет.
Обсуждая природу интенциональности, Гуссерль, в частности, отмечает, что всякое интенциональное переживание имеет своей основой представление, которое понимается как объективирующий акт (всякий акт, делающий нечто объектом для нас, пред-ставляющий, полагающий нечто); при этом отрицается, что в основе интенциональных переживаний лежат «простые представления» (то есть то, что в Идеях I будет названо модификацией нейтральности).
Рассматривая структуру интенционального акта, Гуссерль в первом издании настоящей книги отрицает существование чистого Я и сводит его к простому единству сознания. Впоследствии Гуссерль отказался от этой точки зрения.
См. подробнее: Интенциональность; Интенциональная структура сознания

### Том II. Часть 2

#### Исследование VI
«В заключительном, VI исследовании, которое, начиная со второго издания, выделяется в качестве 2-й части II тома, рассматривается понятие познания как осуществление значения с определенной степенью полноты. Основная проблема — различие способов данности реального и идеального предметов. Истина описывается как полное тождество и совпадение значения, помысленного или зафиксированного в знаковой форме, и значения, осуществленного в созерцании. Очевидность в этом контексте оказывается переживанием такого совпадения. Соответственно, выделяются акты познания — сигнификация, созерцание (для реального предмета — восприятие, для идеального — категориальное созерцание, смотрение общего) и адеквация».